# Ентеровірусні інфекції
Ентеровірусні інфекції (англ. Enteroviral Infections) — група людських інфекційних хвороб, які спричинюють віруси з роду Ентеровірус. Характеризуються поліморфізмом клінічних проявів від легких гарячкових форм і простого носійства до менінгоенцефалітів, міокардитів та інших тяжких уражень. До цієї групи не входить поліомієліт, хоча збудник його входить до цього роду вірусів. Поліомієліт через його велику соціальну значимість виділено в окрему нозологічну форму.

## Історичні відомості
Вірусну природу ентеровірусних захворювань було підтверджено після відкриття американськими дослідниками Г. Делдорфом і Г. Сіклз в 1948 р. вірусів Коксакі (за назвою містечка в штаті Нью-Йорк, де були отримані перші фекальні культури цих вірусів), а в 1952 році американські вірусологи Д. Мелнік та К. Огрен виділили ECHO вірус у клінічно здорових дітей в Єгипті.

## Актуальність
Ентеровірусні інфекції відносяться до широко поширених у всіх країнах світу. Точна кількість випадків невідома. Восени 2004 року в США відбулася епідемія з тисячами захворілих дітей, при якій спостерігалися численні смерті внаслідок поліомієлітоподібних паралічів і респіраторного дистрес-синдрому. Секвеновані віруси були майже ідентичними та поділяли гомологію з поліовірусом та ентеровірусом D70, які, як відомо, пов'язані з гострим мієлітом. Ентеровірусні інфекції щорічно призводять до великої кількості візитів людей в заклади медичної допомоги. Встановлено, що ентеровірусні інфекції призводять до прямих медичних витрат у межах від 69 до 771 доларів США на один випадок. Крім того, такі пацієнти пропускають мінімум 1 день у школі чи літньому таборі, а деякі пропускають і по 3 дні школи чи табору. Значні економічні та медичні наслідки ентеровірусних інфекцій виникають переважно в пікові місяці літа та восени. Ентеровірус 71 в останні роки є причиною часто швидкого смертельного енцефаліту у зв'язку з епідеміями захворювання у країнах Східної Азії. Він, як видається, є особливо агресивним нейтротропним серотипом серед інших ентеровірусів. У зв'язку з різким зниженням в останні роки захворюваності на поліомієліт епідеміологічне значення ентеровірусних інфекцій зросло. Масові міграції людей, широке розповсюдження туризму призводять до поширення в колективах нових штамів ентеровірусів, до яких у людей немає імунітету. Також відмічено підвищення вірулентності окремих штамів вірусу в результаті їхньої природної циркуляції.

## Етіологія
Збудники ентеровірусних інфекцій належать до роду (+)ssРНК-вмісних вірусів, пов'язаних з кількома хворобами людини і ссавців. Отримали назву ентеровіруси через їхню часту локалізацію в кишечнику (від лат. enteron — кишечник).
Серологічні дослідження розрізняли 71 серотип ентеровірусу людини на основі тестів нейтралізації антитіл. У кількох серотипах визначали додаткові антигенні варіанти на основі зниженої нейтралізації між варіабельними штамами або за її відсутності. На основі їхнього патогенезу у людей та тварин, ентеровіруси спочатку були розділені на чотири групи:
- поліовіруси,
- віруси Коксакі А,
- віруси Коксакі B
- ECHO-вірус.

Проте було швидко з'ясовано, що існують значні дублювання біологічних властивостей вірусів у різних групах.
Віруси Коксакі розділяють на групи А і В. Коксакі А мають 23 серотипи, Коксакі В — 6 серотипів. Відомо 34 серотипи вірусів ECHO, більша частина з яких патогенна для людини. ECHO — це перші букви англійських слів «Enteric Cytopathogenic Humar Orfhan» («кишкові цитопатогенні людські сирітки»). Крім вірусів Коксакі й ECHO є ще 4 типи ентеровірусів (68 — 71). Два з них 68 і 69 є збудниками респіраторних і кишкових захворювань, тип 70 — геморагічного кон'юнктивіту, тип 71 виділений від хворих на менінгіт і енцефаліт. Ентеровіруси стійкі до заморожування, чутливі до нагрівання, висушування й впливу дезінфікуючих препаратів. Усі серотипи вірусів Коксакі В і типів 68-71, деякі серотипи вірусів Коксакі А культивуються в культурі клітин нирок мавп та інших культурах. Вони мають виражену цитопатичну дію. Усі серотипи можуть бути виділені при зараженні сисунців білих мишей. Ентеровіруси, виділені недавно, називаються за системою послідовних чисел: EV68, EV69, EV70, EV71 тощо.
Усі ентеровіруси антигенно гетерогенні й мають широкий географічний розподіл. За даними CDC, було ідентифіковано 65 серотипів ентеровірусів, які здатні спричинити ураження в людей, однак невелика кількість їх спричинює більшість спалахів.
Ентеровіруси стійкі у довкіллі, резистентні до низьких температур, стійкі до заморожування і відтавання (у фекаліях при низькій температурі зберігають життєздатність більше півроку). Стійкі до 70 % розчину етанолу. У стічних водах, дрібних водоймах у залежності від температури можуть зберігатися до 1,5-2 місяці. Чутливі до висушування, при кімнатній температурі зберігаються до 15 діб. При температурі 33-35°С гинуть протягом 3 годин, при температурі 50-55°С — протягом декількох хвилин, при кип'ятінні та автоклавуванні — миттєво. Швидко гинуть під впливом формальдегіду, гетероциклічних барвників (метиленового синього тощо), окислювачів (перманганату калію і перекису водню), а також ультрафіолетового опромінення, ультразвуку, іонізуючої радіації. Вільний залишковий хлор (0,3-0,5 мг/л) швидко інактивує ентеровіруси у водних суспензіях, проте присутність органічних речовин, що пов'язують хлор, може знизити ефект інактивації.
Детальніші відомості з цієї теми ви можете знайти в статті Ентеровірус.

## Епідеміологічні особливості
Джерелом інфекції є лише людина, хворий або вірусоносій, що виділяє збудника в довкілля з випорожненнями. Крім того, віруси іноді виділяються зі слизом верхніх дихальних шляхів. Найбільш інтенсивне виділення вірусу відбувається в перші дні хвороби, але іноді може тривати протягом декількох місяців. Механізми передачі переважно фекально-оральний, зрідка повітряно-крапельний, можлива й трансплацентарна передача. Захворювання спостерігаються у вигляді спорадичних випадків і спалахів. Відзначається висока контагіозність. Імунітет видоспецифічний, стійкий. У помірному кліматі спалахи ентеровірусної інфекції з респіраторною передачею виникають цілий рік. Сезонність захворювання типова для випадків з фекально-оральним механізмом передачі, пік захворюваності спостерігається в кінці літа — початку осені (в період з серпня по жовтень). Перенесена клінічна форма або інапарантна інфекція (зустрічається в 17-46 % випадків, частіше у дітей молодшого віку) залишає після себе імунітет до того типу вірусу, яким спричинив ураження. Є перехресні імунологічні реакції між деякими ентеровірусами.

## Патогенез
Реплікація вірусів зазвичай відбувається в епітеліальних клітинах і лімфоїдних утвореннях кишечнику й верхніх дихальних шляхів. Віруси Коксакі здатні розмножуватися і ушкоджувати глотку, шкіру, міокард і оболони мозку. Рідше це надниркові залози, підшлункова залоза, печінка, плевра та легені. ECHO-віруси можуть реплікуватися в печінці, міокарді, шкірі, мозкових оболонах, легенях та надниркових залозах.
При герпангіні, синдромі гострого респіраторного захворювання на місці воріт інфекції виникають зміни у вигляді ураження слизових оболонок. При зниженні реактивності макроорганізму збудник проникає в кровоносну систему і розноситься по всьому організму. Різноманіття клінічних форм ентеровірусних інфекцій пояснюють як мутацією капсидних антигенів, гетерогенністю вірусної популяції, так і тропністю різних генотипів збудника до окремих тканин (епітеліальних клітин, нервової тканини і м'язів). Ентеровіруси, які тропні до нервової й м'язової тканини, можуть спричинити міокардит, менінгіт, енцефаліт. Для всіх клінічних форм ентеровірусних інфекцій характерні рецидиви з появою повторних хвиль гарячки і поверненням клінічної симптоматики. Під час вагітності ентеровіруси здатні від матері проникати через плаценту і пошкоджувати внутрішні органи плода.

## Класифікація
У залежності від того, який симптомокомплекс переважає, виділяють кілька клінічних форм:
- герпангіна (везикулярний фарингіт),
- епідемічна міалгія (плевродінія),
- серозний менінгіт,
- ентеровірусний енцефаліт,
- енцефаломіокардит новонароджених,
- полірадикулоневрит з синдромом Гієна — Барре,
- ентеровірусна гарячка (мала хвороба),
- гарячка з екзантемою,
- везикулярний стоматит з екзантемою (ящуроподібний синдром, Hand-foot-and-mouth),
- епідемічний геморагічний кон'юнктивіт,
- міокардит та/або перикардит,
- гостре респіраторне захворювання (так званий «літній грип»),
- ентеровірусна діарея,
- гепатит.

За ступенем тяжкості клінічного перебігу розділяють легку, середньої тяжкості й тяжку форми.
Згідно з МКХ 10-го перегляду вирізняють:
- ентеровірусний везикулярний стоматит з екзантемою (B08.4);
- ентеровірусний везикулярний фарингіт (В08.5);
- ентеровірусний енцефаліт (G05.1);
- ентеровірусний менінгіт (G02.0*);
- ентеровірусна екзантематозна гарячка [бостонська екзантема] (A88.0);
- гострий епідемічний геморрагічний кон'юнктивіт (ентеровірусний) (Н13.1*);
- епідемічна міалгія (B33.0);
- ентеровірусна інфекція неуточнена (B34.1);
- ентеровіруси як причина хвороб, класифікованих в інших рубриках (B97.1).

## Клінічні ознаки

### Загальні прояви
Інкубаційний період триває від 2 до 7 днів. При всіх клінічних варіантах захворювання починається гостро. Температура тіла підвищується до 38-40ºС, пацієнти скаржаться на головний біль, запаморочення, слабкість.

### Герпангіна
Спричинюють її ентеровіруси Коксакі А (серотипи 2, 3, 4, 6, 7, 10) та Коксакі В — 3. Незважаючи на гарячку, загальний стан хворих залишається задовільним. Хворі скаржаться на біль у горлі. Характерні зміни в ротоглотці: на тлі гіперемірованої слизової оболонки на передніх дужках, язичку, піднебінних мигдалинах з'являються папули, що швидко перетворюються у везикули. Через 1-2 дні везикули розриваються й на їхньому місці утворюються поверхневі ерозії з вузькою облямівкою гіперемії. Окремі ерозії можуть зливатися з утворенням великих виразкових дефектів. До кінця тижня ерозії загоюються без сліду. Збільшуються підщелепні лімфатичні вузли.
Детальніші відомості з цієї теми ви можете знайти в статті Герпангіна.

### Епідемічна міалгія
Існують й інші назви цієї форми — плевродінія, Борнгольмська хвороба, чортова хвороба, грип диявола. Спричинюють ентеровіруси Коксакі В (серотипи 1-5), Коксакі А-9 та, ймовірно) ECHO (серотипи 1, 6, 9). При цій формі на тлі гарячки й загальної інтоксикації з'являються напади сильного болю у м'язах грудей, живота, кінцівок, що обумовлено розвитком гострого міозиту. Біль посилюється при русі та кашлі. Напади болю тривають від декількох хвилин до декількох годин, багаторазово повторюються протягом доби. При ураженні м'язів грудної клітки дихання поверхневе, супроводжується задишкою, тахікардією, посиленим потовиділенням. При локалізації процесу у м'язах живота пальпаторно відзначається різко виражена болючість, що може бути розлитою по всьому животі або ж виявлятися тільки з одного боку. Напади можуть імітувати картину «гострого живота», ниркової кольки. Однак симптоми подразнення очеревини, притаманні синдрому гострого живота, при епідемічній міальгії відсутні.
Детальніші відомості з цієї теми ви можете знайти в статті Епідемічна міалгія.

### Серозний менінгіт
Його спричинюють ентеровіруси Коксакі А (серотипи 2, 4, 7, 9), Коксакі В (серотипи 1-5), ECHO (серотипи 4, 6, 9, 11, 16, 30). Починається гостро з гарячки, інтоксикації. Симптоми ураження оболон мозку з'являються на 1-3, іноді на 5-7-й день хвороби. Характерний головний біль, блювання. Менінгеальний синдром виражений помірно, часто дисоціативно, не в повному обсязі. Іноді є дисоціація між наявністю менінгеального синдрому й змінами в спинномозковій рідині. Зокрема, при досить виразному менінгеальному синдромі спинномозковий ліквор може бути малозміненим і, навпаки, за наявності запальних змін у спинномозковій рідині виразного менінгеального синдрому може не бути. Ліквор з 2-5-го днів має серозний лімфоцитарний характер, рівень глюкози нормальний або незначно підвищений. Санація ліквору у більшості хворих відбувається на 10-20-й день. Часто серозний менінгіт виникає на тлі інших клінічних форм ентеровірусної інфекції — герпангіни, гарячки з екзантемою, епідемічної міалгії.

### Енцефаліт і менінгоенцефаліт
На тлі синдрому загальної інтоксикації різного ступеня проявляється загальномозкова (головний біль, сонливість або інверсія сну, у тяжчих випадках — судоми і більш-менш виражені порушення свідомості) і вогнищева (різної локалізації паралічі та парези) симптоматика. Ступінь виразності розладів свідомості варіює від повного збереження до мозкової коми. Парези і паралічі різних черепно-мозкових нервів проявляються гострою косоокістю, порушенням відведення погляду і / або конвергенції (парез / параліч окорухових нервів), ністагмом, анізокорією, асиметрією обличчя (односторонній птоз, лагофтальм, одностороння згладженість носо-губної складки, опущення будь-якого кута рота, що посилюється при спробі посміхнутися або при проханні ощирити
зуби, девіація (відхилення) язика в сторону, протилежну парезу) за рахунок парезу або паралічу лицьового нерва з будь-якої сторони. При розвитку парезу або паралічу під'язикового і / або язикоглоткового нервів порушується ковтання (дисфагія), а також фонація (дисфонія) і артикуляція (дизартрія), що клінічно проявляється неможливістю проковтування їжі (при спробі ковтання харчова грудка зригується, при цьому рідка їжа може виливатися через ніс), відсутністю рухливості м'якого піднебіння, осиплістю і / або гугнявості голосу, аж до афонії. Ураження черепно-мозкових ядер, відповідальних за іннервацію скелетної мускулатури, проявляється центральними (спастичними) парезами або паралічами м'язів тулуба і кінцівок (монопарези зустрічаються порівняно рідко, частіше спостерігаються односторонні парапарези / парплегії).
Часто ентеровірусний енцефаліт супроводжується більш-менш вираженими симптомами менінгіту, а також характерними для серозного менінгіту змінами в спинномозковій рідині. У такому випадку мова йде про ентеровірусний менінгоенцефаліт.

### Полірадикулоневрит з синдромом Гийєна-Барре
Часто називають поліомієлітним синдромом. Спричинюють ентеровіруси Коксакі А (серотипи 4, 7, 10, 14), Коксакі В (серотипи 1-6), ECHO (серотипи 2, 4, 6, 7, 9, 11, 16), ентеровірус D68. На тлі помірного інтоксікаціонного синдрому з'являються периферичні (мляві) парези або паралічі різноманітної локалізації. За клінічними проявами нагадує паралітичні форми поліомієліту. Парези та паралічі проходять відносно швидко (на відміну від поліомієліту, при якому зворотного розвитку немає) з відновленням рухових функцій. Іноді перебігають тяжко. Є смертельні випадки при розвитку паралічу дихальних м'язів. Клінічні прояви полірадикулоневриту часто супроводжуються симптомами енцефаліту і серозного менінгіту.

### Ентеровірусний перикардит, міокардит
Спричинюють ентеровіруси Коксакі В (серотипи 2-5), ECHO (серотипи 1, 6, 8, 9, 19). Виявляються характерними ознаками відповідних захворювань: постійний біль в області серця помірної інтенсивності, глухість серцевих тонів і функціональний систолічний шум на верхівці, розширення меж серця (зокрема, розширення області абсолютної серцевої тупості), загальна слабкість, тахікардія, субфебрильна або фебрильна гарячка, тенденція до артеріальної гіпотензії. При ехокардіоскопії виявляється випіт у порожнині перикарда при випотному перикардиті, при аускультації  — шум тертя перикарда (при фибринозном перикардиті). На ЕКГ в разі міокардиту визначається зниження вольтажу зубців у всіх відведеннях, нерідко — шлуночкові та суправентрикулярні екстрасистоли, в тому числі часті (більше 5 за хвилину) і політопні, уповільнення провідності по атріовентрикулярному з'єднанню або гілкам пучка Гіса (повні або неповні блокади провідної системи серця на різних рівнях). При випотному перикардиті, крім того, спостерігається підйом інтервалу S-T у всіх відведеннях характерною ночвоподібної форми без дискордантних змін зубця Т. Перебіг міокардиту і перикардиту ентеровірусної етіології сприятливий.

### Енцефаломіокардит новонароджених
Спричинюють ентеровіруси Коксакі В (серотипи 2-5). Найбільш тяжка форма ентеровірусної інфекції. Виявляється у новонароджених і немовлят першого півроку життя. Описано невеликі спалахи. Спостерігається висока гарячка, сонливість, розширення меж серця, глухість серцевих тонів, аритмії, порушення центральної гемодинаміки з розвитком ціанозу, жовтяниця, петехіальний висип, збільшення печінки і селезінки (гепатоспленомегалія), послаблення випорожнень, розлади харчування, нерідко — судоми. Відновлення може відбутися протягом декількох тижнів, але смерть може виникнути в результаті гострої серцево-судинної або печінкової недостатності. Летальність сягає 60-80 %.

### Ентеровірусна гарячка («мала хвороба»)

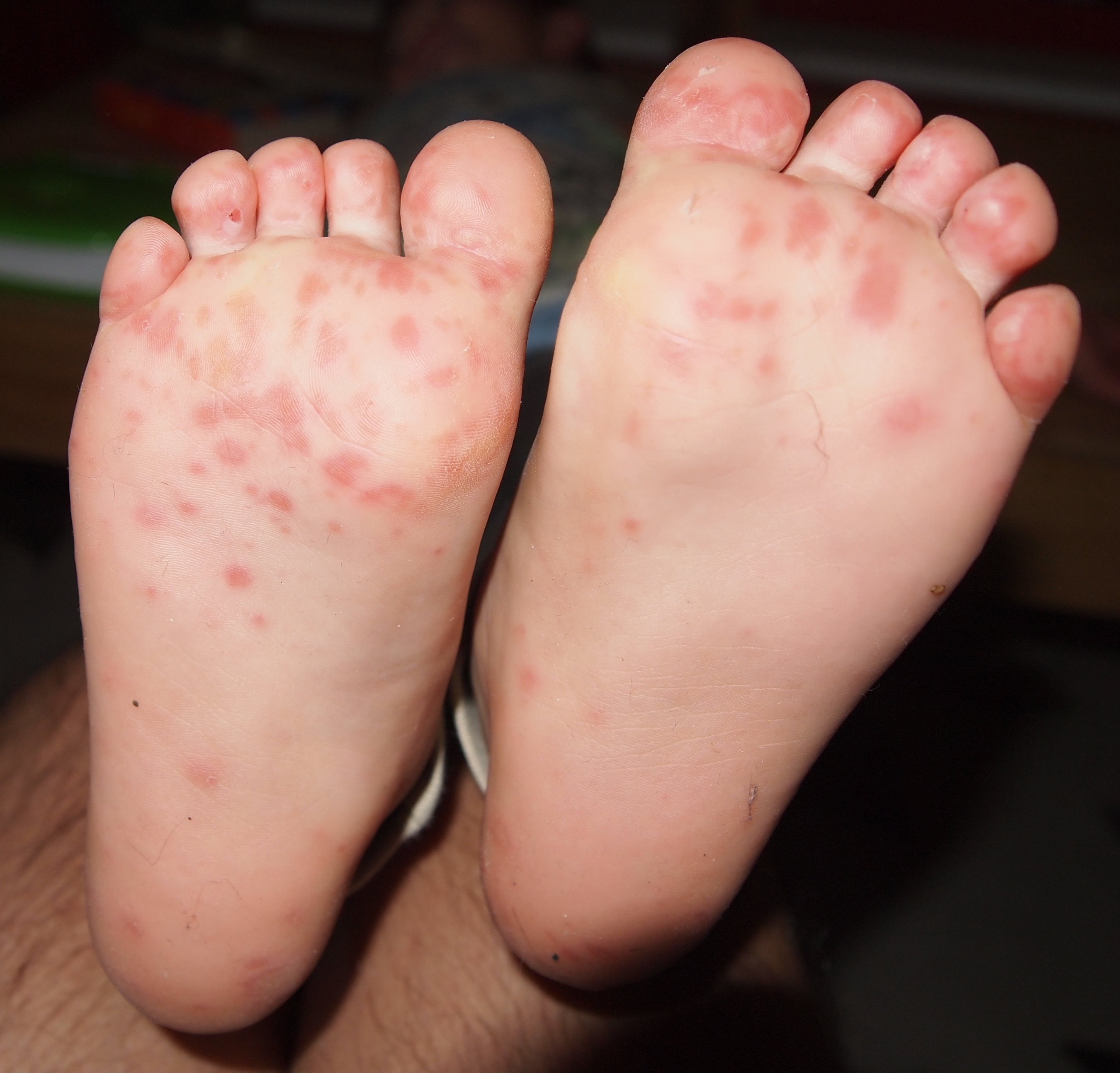
Характерні висипання на стопах як прояв однієї з форм ентеровірусних інфекцій (хвороба «рука-нога-рот»)

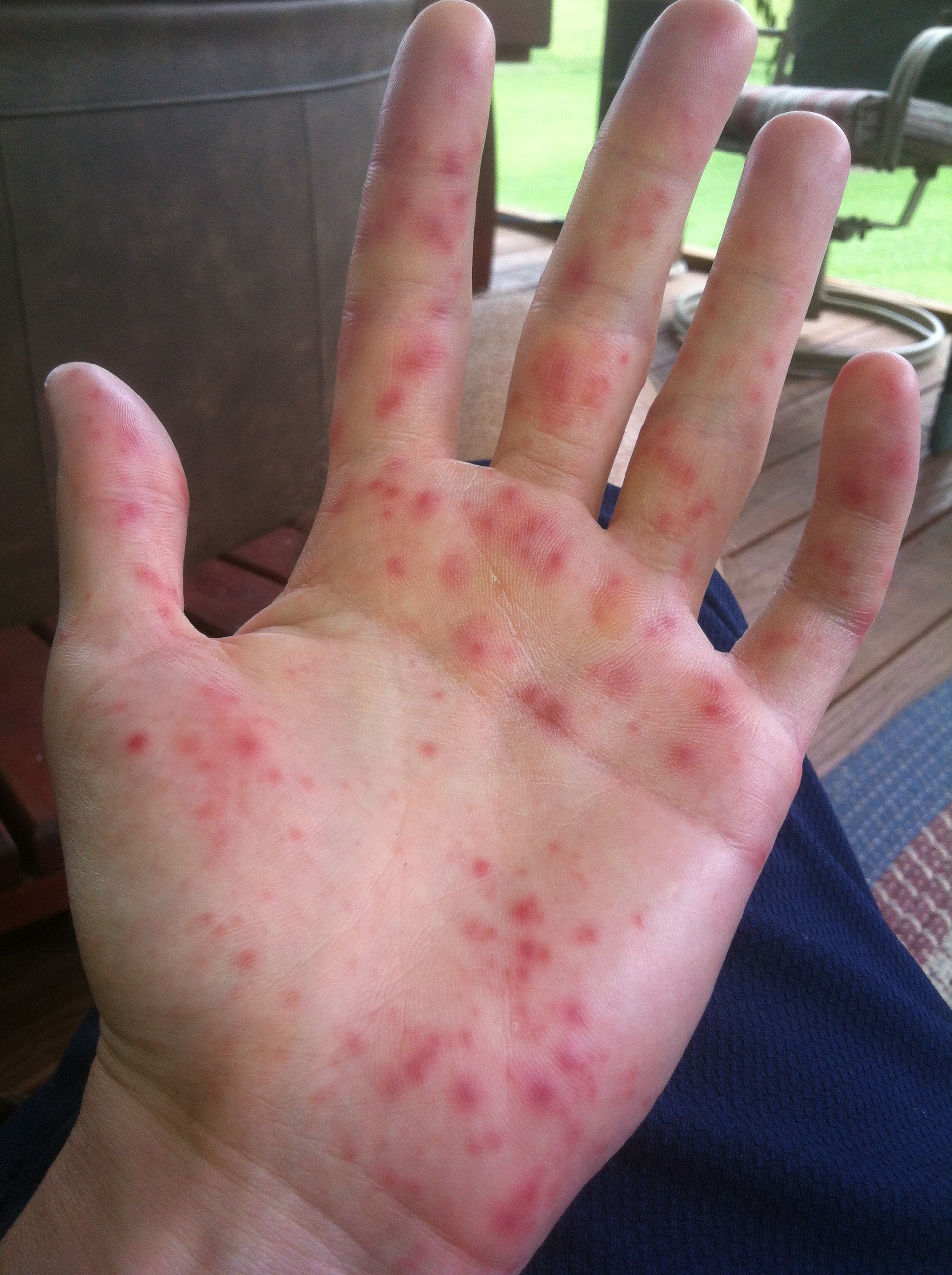
Характерні висипання на кисті при одній з форм ентеровірусних інфекцій (синдром «рука-нога-рот»)

Клінічно не діагностується. Характеризується гарячкою протягом 2-4 днів. Іноді може бути біль у животі, рідше — риніт, фарингіт, міалгії, поліаденопатія. Її здатні спричинити усі ентеровіруси.

### Ентеровірусна гарячка з екзантемою
Спричинюють ентеровіруси ECHO (серотипи 4, 5, 9, 12, 16, 18), рідше — Коксакі (А-9, А-16, В-3). Притаманною є гарячка тривалістю до 7-ми днів, поява на 2-3 день хвороби рясного дрібноплямистого (в такому випадку визначають хворобу як «бостонську екзантему») або плямисто-папульозного висипу. Одним з варіантів ентеровірусної екзантеми є хвороба «рука-нога-рот» (від англійського терміна «hand-foot-and-mouth disease»), який перебігає з появою висипу на шкірі долонь, стоп, а також з утворенням афт (маленьких виразок) на слизовій оболонці ротоглотки. При цьому висип на долонях і підошвах має вигляд невеликих везикул, що заповнені серозним вмістом і оточені невеликим вінчиком гіперемії, діаметром 1-5 мм. Вони не підсипають у подальшому перебігу. Афти в порожнині рота невеликого розміру, в незначній кількості, розташовуються на язиці та слизовій оболонці щік. Цей синдром спричинюють Коксакі А (серотипи 5, 10, 16).

### Геморагічний кон'юнктивіт
Обумовлений ентеровірусом 70. Захворювання починається гостро: з'являється гарячка, але загальний стан хворого залишається задовільним. Ураження, зазвичай спочатку одностороннє. Через 1-3 дні процес переходить й на друге око. Хворого турбує світлобоязнь, сльозотеча, відчуття стороннього тіла в оці; спостерігається набряк повік ураженого ока, гіперемія і набряклість кон'юнктиви, часто — субкон'юнктивальні крововиливи (як правило, в кон'юнктиву верхньої повіки), іноді — хемоз кон'юнктиви. Виділення з ураженого ока мізерне серозне або слизисто-гнійне. Рогівка, найчастіше, не уражається. Клінічне одужання настає через 10-14 днів.

### Ентеровірусна діарея
Частіше спричинюють ентеровіруси ECHO. Може бути як самостійною клінічною формою, так і одним із симптомів будь-якої іншої клінічної форми ентеровірусної інфекції. Виникає легкий або середньотяжкий гострий гастроентерит: біль у епігастрії помірної інтенсивності, який періодично посилюється нападами, нудота, блювання, частіше однократне, рідше повторно, послаблення випорожнень. Вони порівняно нечасті (до 10 разів за добу), рясні, водянисті, без патологічних домішок. Захворювання перебігає на тлі помірно вираженого синдрому загальної інтоксикації. Виражене зневоднення організму відбувається рідко. Іноді гастроентерит поєднується з проявами мезаденіта, що нагадує гострий апендицит чи кишковий єрсиніоз.

### Гостре респіраторне захворювання («літній грип»)
Перебігає з неспецифічними проявами, які зустрічаються при будь-якій гострій респіраторной вірусної інфекції. На відміну від ентеровірусної гарячки («малої хвороби») в таких випадках короткочасна гарячка поєднується з виразним запаленням слизової оболонки верхніх дихальних шляхів (ринофарингіт, ларингіт, у дітей може виникнути синдром крупа). Спричинюють багато серотипів ентеровірусів, але частіше Коксакі А 29.

## Ускладнення
У більшості випадків хвороба самолімітується без якихось ускладнень. Несприятливі й смертельні наслідки спостерігаються переважно у новонароджених та дітей молодшого віку. Основна причина смерті — ураження ЦНС та серця. Наразі є свідчення того, що цукровий діабет 1-го типу виникає внаслідок неадекватної автоімунної реакції на ураження клітин підшлункової залози, які виробляють інсулін, на деякі чинники, в тому числі, й вірусів, серед яких ентеровіруси.

## Діагностика
Вірус виділяють зі слизу й змивів з ротоглотки, випорожнень, цереброспінальної рідини на культурі клітин. Специфічні антигени виявляють методами прямої та непрямої імунофлюоресценції. Основне значення мають серологічні методи: реакція гальмування гемаглютинації (РГГА), імуноферментний аналіз (ІФА) тощо.

## Лікування
Хворих госпіталізують за клінічними показниками (менінгіт, енцефаліт, мієліт, міокардит та інші). Проводять патогенетичну й симптоматичну терапію, що відповідає клінічній формі. Пацієнти можуть продовжувати звичайне харчування, а от при герпангіні слід призначати рідку їжу. Хворих необхідно ізолювати на 14 днів. Оральний противірусний препарат плеконаріл, який продемонстрував активність щодо ряду пікорнавірусів, вивчається для лікування новонароджених з енцефаломіокардітом.

## Профілактика
Специфічна профілактика не розроблена. Для дітей, які контактували із хворими, у дитячих установах запроваджується карантин на 14 днів після припинення контакту. Працівників пологових відділень і дитячих установ, що були в контакті із захворілими, на 14 днів переводять на іншу роботу. В осередку проводять поточну й заключну дезінфекцію. Дітям до 3-х років, що мають контакт із хворими, уводять людський імуноглобулін у дозі 0,3 мл на 1 кг маси тіла, у ніс закапують лейкоцитарний інтерферон.